# Usera (Madrid)
Usera är ett distrikt i Madrid i Spanien. Befolkningen uppgår till 141189 personer och ytan till 7,70 km2.

## Befolkning
Administrativt är Usera indelat i sju  stadsdelar (barrios):
| Usera       | 133 472 |
| ----------- | ------- |
| Orcasitas   | 21 807  |
| Orcasur     | 12 377  |
| San Fermín  | 21 539  |
| Almendrales | 20 397  |
| Moscardó    | 26 293  |
| Zofío       | 14 118  |
| Pradolongo  | 16 941  |

## Geografiskt läge
Distriktet avgränsas genom floden Manzanares, bron Praga, Santa María de la Cabeza, Fernández Ladreda, riksvägen A-42 (Madrid – Toledo) och ringleden M-40.
Huvudgata är Marcelo Usera, som går mellan Plaza de Fernández Ladreda (populärt känd som Plaza Elíptica) och Cádizrondellen. Distriktet gränsar i väster och nordväst till Carabanchel, i nordöst till Arganzuela och Río Manzanares, i öster till distriktet Puente de Vallecas och i söder till Villaverde.

## Historia

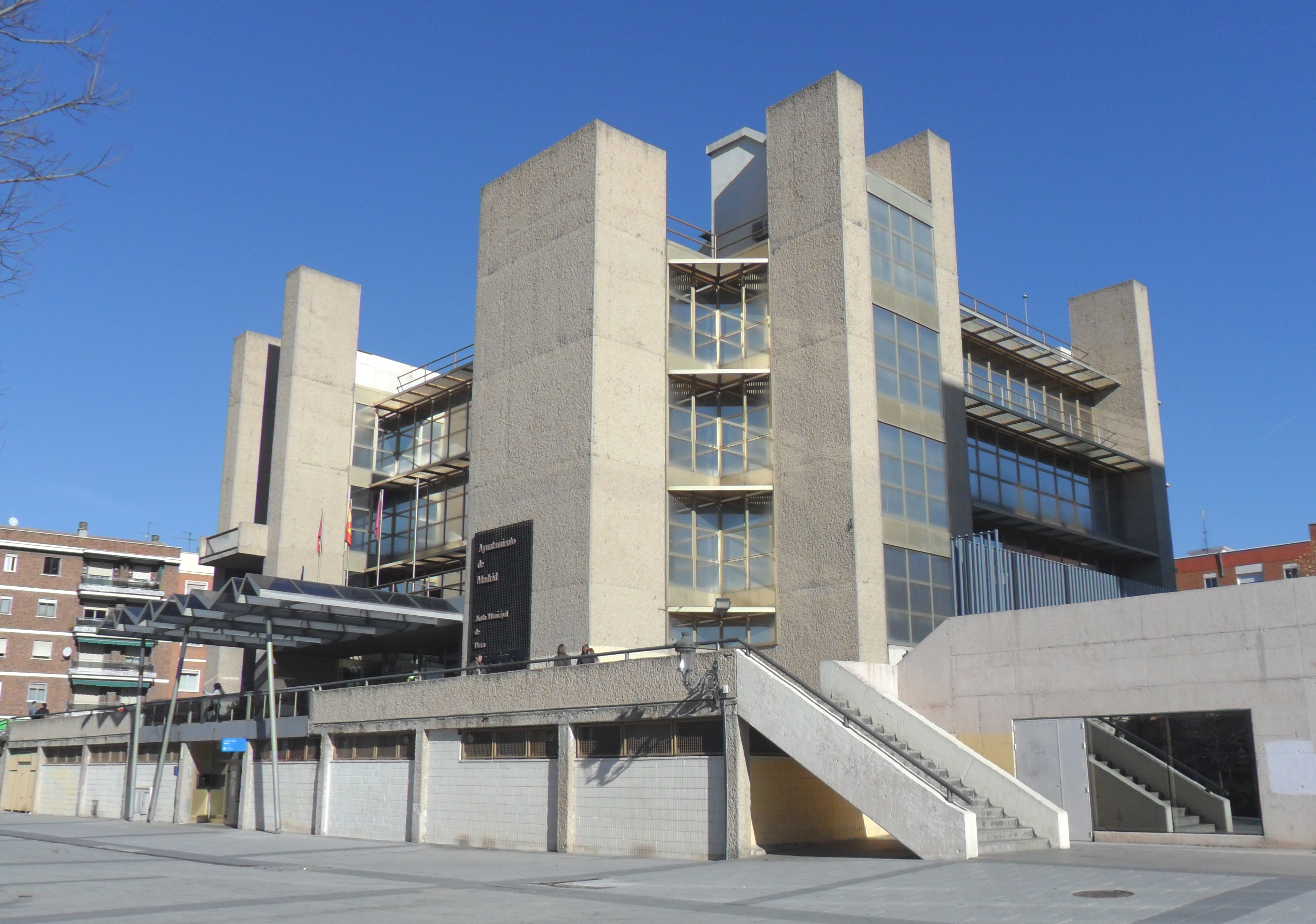
Junta Municipal i Usera.

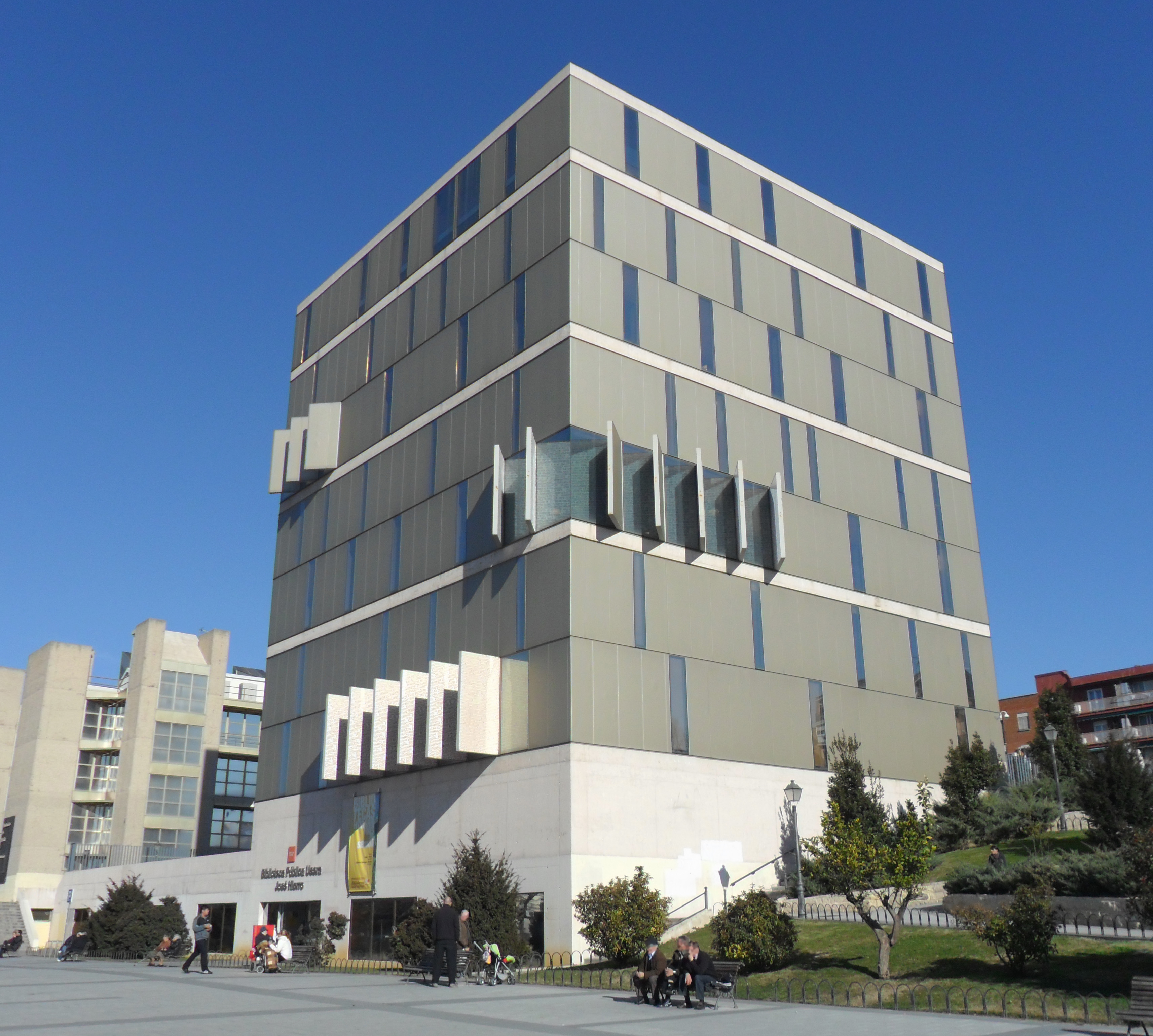
Biblioteket i José Hierro.

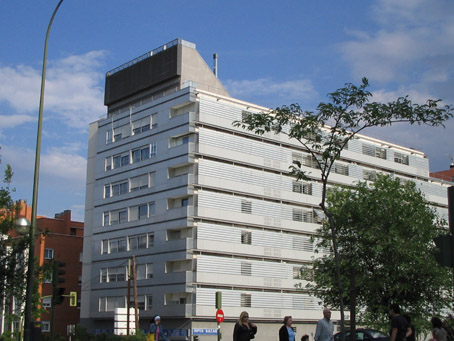
Bostadshus i San Fermín.

Distriktet bildades vid staden Madrids omstrukturering den 28 mars 1987. En liten del av området hörde till kommunerna Carabanchel Madrid före sammanläggningen som ägde rum i slutet av 1940-talet och början av 1950-talet. Den största delen av distriktet härrör från terräng som tillhörde kommunen Villaverde innan den integrerades med Madrid, vilket inträffade den 31 juli 1954. Usera upptar en area av 7,70 km2.
Distriktet fick sitt namn efter området Usera, i norra delen av distriktet. Kvarteret var en del av norra Villaverde som tillhörde en rik lantbrukare i byn: "el tío Sordillo". Dottern till lantbrukaren gifte sig med översten Marcelo Usera. Denne militär och affärsman kom på tanken att området skulle vara mer lönsamt att exploatera än att odla, varför han mellan 1925 och 1930 delade upp det i tomter och sålde.
Uppdraget att lägga upp gatu- och  vägnät lämnades till administratören D. Marcelo, som beslutade att ge gatorna namn efter familjen Useras familjemedlemmar och till personal i deras tjänst och till några grannar. Exempel på sådana gator är Isabelita, Amparo och Gabriel Usera.
Usera firar sin årliga lokala festlighet i sista veckan i juni och första veckan i juli.